# Es por ti (canción de Juanes)
«Es por ti» es una canción escrita e interpretada por el cantautor colombiano Juanes, tomado de su segundo álbum de estudio en solitario titulado Un día normal (2002), Fue lanzado como el segundo sencillo de dicho álbum por la empresa discográfica Surco/Universal Music Latino el 23 de septiembre de 2002.
Con Es por ti ganó dos premios Grammy por la Mejor Canción del Año y Grabación del Año en la 4°. edición anual de los Premios Grammy Latinos, celebrada el miércoles 3 de septiembre de 2003. Es una canción que habla del amor, y la tranquilidad de estar con unas personas más amadas.

## Lista de canciones
1. «Es por ti» - 4:11 (Juan Esteban Aristizabal)

## Posicionamiento en listas
| Lista (2002)                                 | Mejor posición |
| -------------------------------------------- | -------------- |
| Argentina (Top 20)                           | 2              |
| Bélgica (Ultratip flamenca)                  | 10             |
| Bélgica (Ultratip valona)                    | 14             |
| Chile (Top 20)                               | 1              |
| España (AFYVE)                               | 1              |
| El Salvador (Notimex)                        | 3              |
| Guatemala (Notimex)                          | 5              |
| Estados Unidos Billboard (Hot Latin Tracks)  | 4              |
| Estados Unidos Billboard (Latin Pop Airplay) | 2              |
| Países Bajos (Mega Single Top 100)           | 97             |